# 津村康博
津村 康博（つむら やすひろ）は、日本の国際機関職員。国際連合世界食糧計画（WFP）日本事務所代表。

## 人物・経歴
東京大学卒業。上智大学大学院修了。民間企業・団体を経て、1998年より25年間、国際連合世界食糧計画（WFP）に勤務。イタリア・ローマ本部を皮切りにコソボ、日本（WFP日本事務所）、中央アフリカ共和国、コンゴ民主共和国、セネガル（西アフリカ地域統括局）、モーリタニア、シエラレオネ、ガンビアなど9か国を拠点にWFP活動に携わる。そのうちアフリカでの勤務は15年におよぶ。
担当分野は、本部や連絡事務所での連携促進・政策調整から、現地食料支援活動の調整、災害準備対応と緊急支援活動、農村自立促進プロジェクト実施管理、現地事務所における管理職（代表職：ガンビア、副代表職：モーリタニア及びシエラレオネ）にわたる。
2023年7月より、WFP日本事務所代表を務める。